# (1960) Guisan
(1960) Guisan (aussi nommé 1973 UA) est un astéroïde de la ceinture principale, découvert le 25 octobre 1973 par Paul Wild à l'observatoire Zimmerwald, en Suisse.
Il a été nommé en hommage à Henri Guisan, général suisse.